# 井出岳水
井出 岳水（いで がくすい、明治32年（1899年）- 昭和57年（1982年））は、大正時代から昭和時代にかけての版画家。

## 来歴
荒井寛方の門人。本名は井出泰三。岳水と号す。明治32年（1899年）、山梨県船津町（現・南都留郡富士河口湖町船津）に生まれた。日本大学芸術学部を卒業後、山内多門に師事、その後、荒井寛方に学んでいる。後に美術育英協会の理事を務めている。岳水は昭和4年（1929年）には中国へ引っ越して、上海で日本画塾を開き、第二次世界大戦後までそこで暮らしていた。17年間、同地に滞在した後、昭和21年（1946年）に日本に帰国した。昭和24年（1949年）、彼は渡辺版画店の渡辺庄三郎と協力して花鳥画を制作し始めた。 彼は、大きな鶴や青鷺を描いた木版画で最も知られており、その多くはリアルで、小原古邨や他の花鳥画の画家のデザインに似ていた。 しかし、彼の「鶴」2点は、新版画の中でも特に珍しいもので力強い線形によるデザインであった。享年83。

## 作品
- 「白鷺（雪）」 木版画　東京国立近代美術館所蔵
- 「白鷺（雨）」 木版画　東京国立近代美術館所蔵

## 参考図書
- 浮世絵人名辞典及び現代版画家名鑑　清水澄編、美術倶楽部出版、1954年